# АЕС Бельвіль
АЕС Бельвіль (фр. Centrale nucléaire de Belleville) — атомна електростанція, розташована на території комуни Бельвіль-сюр-Луар в департаменті Шер і Сюрі-пре-Лере, навпроти Неві-сюр-Луар в департаменті Ньєвр, на березі Луари між Невером і Орлеаном (за 100 км нижче за течією). 
АЕС має 4 енергоблоки, оснащених водо-водяними реакторами P4 компанії Areva електричною потужністю 1363 МВт. Технічне водопостачання здійснюється з Луари. 
Персонал АЕС становить близько 620 співробітників. Експлуатуючою організацією станції є L'électricité de France.

## Інциденти
У 1989 році на ряді енергоблоків АЕС Франції на базі PWR електричною потужністю 1300 МВт, розроблених компанією «Electricite de France» були виявлені тріщини в штуцерах імпульсних трубок 25 мм на компенсаторі тиску.
Дефекти, ступінь серйозності яких оцінюється за рівнем 2 шестибальною шкалою INES, є на всіх перевірених блоках. Зокрема, на блоці №1 АЕС Бельвіль була виявлена лінійна тріщина, яка могла призвести до витікання з 1-го контуру.
Враховуючи, що на АЕС з PWR потужністю 900 МВт, де імпульсні трубки були зроблені з нержавіючої сталі, таких дефектів не було, причиною дефектів в даному випадку було визнано міжкристалітне корозійне розтріскування під навантаженням трубок, зроблених зі сплаву «Інконель-600». Компанія оперативно відремонтувала виявлені дефекти, а в найближчі 2 роки запланувала заміну всіх імпульсних трубок на більш надійні, зроблені з нержавіючої сталі або сплаву «Інконель-690».

## Інформація по енергоблоках
| Енергоблок | Тип реакторів | Потужність | Потужність | Початок будівництва | Підключення до мережі | Введення в експлуатацію |
| Енергоблок | Тип реакторів | Чиста      | Брутто     | Початок будівництва | Підключення до мережі | Введення в експлуатацію |
| ---------- | ------------- | ---------- | ---------- | ------------------- | --------------------- | ----------------------- |
| Бельвіль-1 | PWR (P'4)     | 1310 МВт   | 1363 МВт   | 01.05.1980          | 14.10.1987            | 01.06.1988              |
| Бельвіль-2 | PWR (P'4)     | 1310 МВт   | 1363 МВт   | 01.08.1980          | 06.07.1988            | 01.01.1989              |